# گور بی، انتاریو
گور بی، انتاریو (به انگلیسی: Gore Bay, Ontario) یک منطقهٔ مسکونی در کانادا است که در بخش منیولین واقع شده‌است. گور بی ۸۵۰ نفر جمعیت دارد و ۱۹۳٫۵۰ متر بالاتر از سطح دریا واقع شده‌است.